# Марино, Гильермо
Гилье́рмо Андре́с Мари́но (исп. Guillermo Andrés Marino; род. 2 февраля 1981 года, Лос-Сурхентес, провинция Санта-Фе) — аргентинский футболист, полузащитник, тренер. Известен по выступлениям за «Ньюэллс Олд Бойз» и «Боку Хуниорс», в составе которой выиграл во второй половине 2000-х годов ряд внутренних и международных трофеев.

## Биография
Гильермо Марино — воспитанник футбольной школы «Ньюэллс Олд Бойз», в основном составе которого полузащитник дебютировал во взрослом футболе в 2000 году. Постепенно он стал одним из лидеров команды из Росарио и в 2004 году помог «Ньюэллзу» выиграть чемпионат Аргентины (Апертуру). После победы в чемпионате Марино получил тяжёлую травму (выведшую его из строя на полгода) и больше не выступал за эту команду. Он был продан в «Боку Хуниорс» в 2005 году.
Сразу же к Марино пришли победы как на внутренней, так и на международной арене — Рекопа 2005, победа в Апертуре того же года и в конце года — Южноамериканский кубок. В «Боке» Марино продолжали преследовать травмы, но все же футболист помог выиграть своей новой команде в 2006 году ещё два трофея — чемпионат Клаусуры, а также второй подряд Южноамериканский кубок.
В начале 2007 года в «Боку» вернулся символ и живая легенда клуба — Хуан Роман Рикельме, ставший главным лидером команды в победном розыгрыше Кубка Либертадорес. Марино, который продолжал бороться с травмами, не мог выдержать конкуренции со столь сильным игроком, хотя и внёс свой вклад в победу в престижном турнире. Несмотря на то, что Рикельме должен был отъехать в «Вильярреал», чтобы доработать до конца контракт (заканчивавшийся в конце 2007 года), руководство «Боки» приняло решение отдать в аренду Марино в мексиканский «Тигрес». В этой команде он провёл два сезона.
В 2009 году Марино вернулся в «Боку», где в основном использовался в качестве дублёра Рикельме, у которого также были проблемы со здоровьем. В 2010 году Марино, который не играл за «Боку» из-за очередной травмы на протяжении 6 месяцев, был продан в «Универсидад де Чили». Марино подписал с клубом из Сантьяго 3-летний контракт. Начало карьеры в стане «синих» не было впечатляющим. Полузащитник выступал крайне редко из-за плохой формы, вызванной многочисленными травмами.
Но с приходом в 2011 году в команду тренера Хорхе Сампаоли, Марино сильно прибавил и стал одним из лидеров команды в победном чемпионате Апертуры 2011. Во второй половине Марино использовался не столь часто, но это во многом было обусловлено стремлением Сампаоли варьировать состав в условиях игры на два фронта — в Клаусуре и Южноамериканском кубке. В итоге «Универсидад де Чили» выиграл оба этих турнира. Марино провёл 6 из 12 матчей в международном турнире и стал уже трёхкратным обладателем Южноамериканского кубка. Для «Универсидад де Чили» это была первая победа в международных турнирах под эгидой КОНМЕБОЛ.

## Достижения
- Чемпион Аргентины (3): 2004 (Ап), 2005 (Ап), 2006 (Кл)
- Чемпион Чили (2): Ап. 2011, Кл. 2011
- Обладатель Кубка Либертадорес (1): 2007
- Обладатель Южноамериканского кубка (3): 2005, 2006, 2011
- Обладатель Рекопы (1): 2005